# Cystofilobasidium lari-marini
Cystofilobasidium lari-marini är en svampart som först beskrevs av Saëz & T.L. Nguyen, och fick sitt nu gällande namn av Fell & Tallman 1992. Cystofilobasidium lari-marini ingår i släktet Cystofilobasidium och familjen Cyfstofilobasidiaceae.   Inga underarter finns listade i Catalogue of Life.